# Kongo na Letnich Igrzyskach Olimpijskich 2024
Kongo na Letnich Igrzyskach Olimpijskich 2024 – występ kadry sportowców reprezentujących Kongo na igrzyskach olimpijskich, które odbyły się w Paryżu we Francji, w dniach 26 lipca – 11 sierpnia 2024.
Reprezentacja Konga liczyła czworo zawodników – dwie kobiety i dwóch mężczyzn, którzy wystąpili w 3 dyscyplinach.
Był to czternasty start Konga na letnich igrzyskach olimpijskich.

## Reprezentanci

### Lekkoatletyka
| Zawodnik              | Konkurencja       | Runda 1 | Runda 1 | Runda 2 | Runda 2 | Półfinał | Półfinał | Finał | Finał   | Źródło |
| Zawodnik              | Konkurencja       | Wynik   | Miejsce | Wynik   | Miejsce | Wynik    | Miejsce  | Wynik | Miejsce | Źródło |
| --------------------- | ----------------- | ------- | ------- | ------- | ------- | -------- | -------- | ----- | ------- | ------ |
| Natacha Ngoye Akamabi | bieg na 100 m (k) | 11,34   | 1. Q    | 11,36   | 41.     | NQ       | NQ       | NQ    | NQ      | [ 1 ]  |

### Pływanie
| Zawodnik        | Konkurencja           | Eliminacje | Eliminacje | Półfinał | Półfinał | Finał | Finał | Źródło |
| Zawodnik        | Konkurencja           | Czas       | Poz.       | Czas     | Poz.     | Czas  | Poz.  | Źródło |
| --------------- | --------------------- | ---------- | ---------- | -------- | -------- | ----- | ----- | ------ |
| Vanessa Bobimbo | 50 m st. dowolnym (k) | 33,01      | 73.        | NQ       | NQ       | NQ    | NQ    | [ 2 ]  |
| Freddy Mayala   | 50 m st. dowolnym (m) | 27,52      | 65.        | NQ       | NQ       | NQ    | NQ    | [ 3 ]  |

### Tenis stołowy
| Zawodnik     | Konkurencja | Eliminacje       | Runda 1          | Runda 2          | Runda 3          | 1/8 finału       | Ćwierćfinały     | Półfinały        | Finał            | Finał   | Źródło |
| Zawodnik     | Konkurencja | Przeciwnik Wynik | Przeciwnik Wynik | Przeciwnik Wynik | Przeciwnik Wynik | Przeciwnik Wynik | Przeciwnik Wynik | Przeciwnik Wynik | Przeciwnik Wynik | Pozycja | Źródło |
| ------------ | ----------- | ---------------- | ---------------- | ---------------- | ---------------- | ---------------- | ---------------- | ---------------- | ---------------- | ------- | ------ |
| Saheed Idowu | singel (m)  | BYE              | Källberg P 3–4   | NQ               | NQ               | NQ               | NQ               | NQ               | NQ               | NQ      | [ 4 ]  |